# 十川站 (青森縣)
十川站（日语：／ Togawa eki */?）是位於青森縣五所川原市大字漆川字鍋懸，津輕鐵道的津輕鐵道線車站。

## 歷史
- 1961年4月25日 - 車站啟用[1]。

## 車站構造
車站是一座地面車站，設有1面1線的單式月台。此站是無人車站。

## 使用狀況
| 1日上下車人次變化 | 1日上下車人次變化 |
| 年度              | 1日平均人次       |
| ----------------- | ----------------- |
| 2011年            | 12                |
| 2012年            | 11                |
| 2013年            | 9                 |
| 2014年            | 9                 |
| 2015年            | 9                 |

## 車站周邊
- 富士電機津輕半導體
- 皇家溫泉旅館 （页面存档备份，存于）（日語）（可即日入浴）

## 巴士路線
- 弘南巴士（日语：弘南バス）
  - 商店街循環巴士（日语：商店街循環バス (五所川原市)）｢ELM - 若葉環狀線｣

## 相鄰車站
津輕鐵道
津輕鐵道線（上行尾班車通過此站）
津輕五所川原－十川－五農校前

## 注腳
1. 1 2  今尾惠介監修《日本鉄道旅行地図帳》2號 東北（新潮社，2008年）p.46
2. ↑  国土数値情報(駅別乗降客数データ)  （页面存档备份，存于）（日語） - 國土交通省，2019年7月4日參閲

## 外部連結
- 津輕鐵道株式會社 各站資訊 （页面存档备份，存于）（日語）